# Escuela de Tiempo Extendido
Las Escuelas de Tiempo Pedagógico Extendido son centros educativos enmarcados en una modalidad de educación que se lleva a cabo en algunas escuelas públicas de Educación Primaria en Uruguay. Esta modalidad se basa en una política educativa que incluye como una de las estrategias prioritarias, promover una educación más abarcativa, inclusora y que atienda a la integralidad del alumno. Esta educación integral considera al individuo como un todo indivisible formado por lo físico, lo intelectual y lo afectivo. 
Estas escuelas cuentan con jornadas de siete horas y están pensadas para “fortalecer los aprendizajes a partir de estrategias de enseñanza  que aseguren la atención a la diversidad.”

## Antecedentes
La Escuela N° 17 Brasi de Montevideo, comenzó a transformar su formato alrededor del año 2004 como respuesta a las necesidades de la comunidad, y a la disminución de la matrícula con la que contaba la escuela, debido a la cantidad de instituciones privadas de la zona que incluían dentro de su propuesta el doble horario. 
Tanto el director como maestros e inspectores, comenzaron a realizar diferentes propuestas dentro de las cuales se incluyeron el aumento del tiempo pedagógico, la inclusión de talleristas y la propuesta abierta del uso del espacio, características que conforman hoy en día las escuelas de tiempo extendido. En 2009, se agregó la Escuela N° 2 de Rocha.

## Metodología
Este formato de trabajo no es rígido para todas las instituciones, sino que tienen líneas de procedimiento y un horario común. 
Durante las siete horas de clase, los alumnos tienen dos horas diarias de talleres (llevados a cabo por talleristas o profesores). La instancia de aula que mantiene el horario habitual de clase, conducida por el maestro, incluye el horario del almuerzo y las instancias de recreo.
Asimismo, se realizan actividades seleccionadas por cada institución de forma autónoma, sobre la base de las necesidades del contexto y los recursos existentes. 
Algunos de estos talleres pueden ser: Educación Física, Danza, Lenguas extranjeras, Música, Literatura, Artes visuales, Teatro. Para la realización de los mismos, se cuenta con maestros o profesores especializados en cada una de estas áreas específicas.
En 2014, Uruguay cuentaba con 40 escuelas de tiempo extendido, ubicadas en 14 departamentos del país.

## Escuelas de Tiempo Extendido
| Departamento   | Escuela |
| -------------- | ------- |
| Artigas        | Nº 68   |
| Canelones      | Nº 1    |
|                | Nº 3    |
|                | Nº 30   |
|                | Nº 89   |
|                | Nº 200  |
|                | Nº 137  |
| Cerro Largo    | Nº 7    |
| Cerro Largo    | Nº 114  |
| Colonia        | Nº 11   |
|                | Nº 2    |
|                | Nº 130  |
| Flores         | Nº 4    |
| Florida        | Nº 19   |
|                | Nº 26   |
|                | Nº 51   |
|                | Nº 76   |
|                | Nº 109  |
| Lavalleja      | Nº 10   |
| Maldonado      | Nº 5    |
| Montevideo     | Nº 11   |
|                | Nº 17   |
|                | Nº 21   |
|                | Nº 100  |
|                | Nº 120  |
|                | Nº 172  |
|                | Nº 193  |
|                | Nº 90   |
| Rocha          | Nº 2    |
| Salto          | Nº 18   |
|                | Nº 23   |
| San José       | Nº 55   |
|                | Nº 59   |
|                | Nº 78   |
|                | Nº 80   |
| Tacuarembó     | Nº 64   |
|                | Nº 109  |
|                | Nº 26   |
|                | Nº 124  |
| Treinta y Tres | Nº 65   |